# عبد العزيز الشمري (لاعب كرة قدم مواليد 1993)
عبد العزيز صالح الشمري لاعب كرة قدم سعودي.
مثل سابقاً نادي تيماء ونادي الصقور ونادي الوطني.